# Copa del Rey de fútbol 1907
La Copa del Rey de Fútbol 1907 fue la quinta edición del Campeonato de España. Se disputó en marzo de 1907 en Madrid. Se proclamó vencedor el Madrid Foot-Ball Club y fue el primer equipo en lograr tres títulos consecutivos, por lo que conquistó el trofeo en propiedad.

## Desarrollo

### Participantes
El torneo alcanzó en esta edición el récord de participantes inscritos, con un total de once: el Foot-Ball Club Barcelona, el Moderno de Guadalajara, el Club Recreación de Huelva, el San Sebastián Recreation Club, el Athletic de Madrid, Excelsior Foot-Ball Club, Hispania Foot-Ball Club y Madrid Foot-Ball Club de la capital, el Club Vizcaya (equipo conjunto del Athletic Club y el Unión Atlética Vizcaína) y dos debutantes: el Vigo Foot-Ball Club y el Hamilton Foot-Ball Club de Salamanca. Ante la imparidad, se invitó al campeón regional de Cataluña, el X Sporting Club, aunque rechazó otra vez participar por motivos económicos e internos. A última hora, el F. C. Barcelona y el San Sebastián R. C. no acudieron a la cita, mientras que la organización descalificó al Moderno de Guadalajara, mientras los cuatro clubes madrileños disputaban una eliminatoria previa para elegir a un único representante de la región centro, cuyo ganador fue el Madrid Foot-Ball Club.
| Equipos participantes | Equipos participantes | Equipos participantes     | Equipos participantes | Equipos participantes   |
| --------------------- | --------------------- | ------------------------- | --------------------- | ----------------------- |
| Madrid Foot-Ball Club | Club Vizcaya          | Club Recreación de Huelva | Vigo Foot-Ball Club   | Hamilton Foot-Ball Club |

## Fase final
Como en ediciones anteriores, el torneo se disputó siguiendo un sistema de liga, enfrentándose todos contra todos en un único partido siguiendo un calendario de enfrentamientos previamente establecido por sorteo. La clasificación se estableció con arreglo al siguiente sistema de puntuación: dos puntos para el vencedor de un encuentro, uno para cada contendiente en caso de empate y sin puntos para el equipo derrotado. Todos los encuentros se disputaron en el Hipódromo de la Castellana de Madrid.
La primera jornada se disputó el 24 de marzo de 1907, con dos encuentros: primero, a las nueve de la mañana, el enfrentamiento entre Club Recreativo de Huelva y Vigo F. C. que terminó con empate a tres. Acto seguido, seis mil personas presenciaron el intenso encuentro entre el Madrid F. C. y el Club Vizcaya. Los vascos se impusieron por 3-2, después de remontar en dos ocasiones un marcador adverso. Y aunque el Bizcaya quedaba como los principales favoritos al título tras esta victoria inicial, en la tercera jornada se produjo la gran sorpresa del torneo, con la victoria del Vigo sobre los vizcaínos.
Tras disputarse la última jornada, el 29 de marzo, madridistas y vizcaínos terminaron empatados a seis puntos -tres victorias y una derrota cada uno- lo que obligó a disputar un encuentro de desempate. Inicialmente el combinado vizcaíno se negó a ello, impugnado el resultado de sus encuentros ante el Vigo F. C. y Hamilton F. C., alegando alineaciones indebidas de sus oponentes, pero finalmente se acordó jugar el desempate el 30 de marzo.
| Equipo         | Pts | PJ | PG | PE | PP | Dif |
| -------------- | --- | -- | -- | -- | -- | --- |
| Club Vizcaya   | 6   | 4  | 3  | 0  | 1  | +9  |
| Madrid F. C.   | 6   | 4  | 3  | 0  | 1  | +6  |
| Vigo F. C.     | 5   | 4  | 2  | 1  | 1  | 0   |
| Hamilton F. C. | 2   | 4  | 1  | 0  | 3  | -9  |
| C. R. Huelva   | 1   | 4  | 0  | 1  | 3  | -6  |

| Fecha       | Campo                      | Equipo local   | Resultado | Equipo visitante |
| ----------- | -------------------------- | -------------- | --------- | ---------------- |
| 24 de marzo | Hipódromo de la Castellana | C. R. Huelva   | 3 - 3     | Vigo F. C.       |
| 24 de marzo | Hipódromo de la Castellana | Club Vizcaya   | 3 - 2     | Madrid F. C.     |
| 25 de marzo | Hipódromo de la Castellana | Madrid F. C.   | 3 - 1     | Vigo F. C.       |
| 25 de marzo | Hipódromo de la Castellana | Club Vizcaya   | 5 - 0     | Hamilton F. C.   |
| 27 de marzo | Hipódromo de la Castellana | Hamilton F. C. | 2 - 0     | C. R. Huelva     |
| 27 de marzo | Hipódromo de la Castellana | Vigo F. C.     | 2 - 1     | Club Vizcaya     |
| 28 de marzo | Hipódromo de la Castellana | Madrid F. C.   | 5 - 0     | Hamilton F. C.   |
| 28 de marzo | Hipódromo de la Castellana | Club Vizcaya   | 4 - 0     | C. R. Huelva     |
| 29 de marzo | Hipódromo de la Castellana | Vigo F. C.     | 2 - 1     | Hamilton F. C.   |
| 29 de marzo | Hipódromo de la Castellana | Madrid F. C.   | — *       | C. R. Huelva     |

* El conjunto onubense no contaba con el número necesario de jugadores por lo que se le dio el encuentro por perdido. Tras el dictamen oficial jugaron un amistoso donde fueron cedidos por el rival dos jugadores y el vencedor fue el Madrid F. C. por 4-2.

### Desempate final
Finalmente, el 30 de marzo de 1907 se jugó el partido final, el Hipódromo de la Castellana de Madrid y ante 6000 espectadores, entre el Madrid Foot-Ball Club y el Club Vizcaya. El partido estuvo marcado por la igualdad en su primera mitad, mientras que en la segunda los jugadores vascos acusaron el cansancio, en especial el lesionado portero Prado. El único gol del encuentro lo hizo el madridista Prats en el minuto 79. El combinado vasco, insatisfecho con la organización y el comportamiento del público en el torneo, llegó a impugnar el resultado final. La queja no prosperó, pero el Athletic Club renunció a jugar la siguiente edición del torneo.
| 1  | POR | Manuel Alcalde       |  |
| 2  | DEF | José Ángel Berraondo |  |
| 3  | DEF | Quincho Yarza        |  |
| 4  | MED | José Quirante        |  |
| 5  | MED | Enrique Normand      |  |
| 6  | MED | Manuel Yarza         |  |
| 7  | DEL | Armando Giralt       |  |
| 8  | DEL | Federico Revuelto    |  |
| 9  | DEL | Patache Giralt       |  |
| 10 | DEL | Manuel Prast         |  |
| 11 | DEL | Pedro Parages        |  |

| 1  | POR | Fernando Asuero     |  |
| 2  | DEF | Alfonso Sena        |  |
| 3  | DEF | José Irízar         |  |
| 4  | MED | Tomás Murga         |  |
| 5  | MED | Hermenegildo García |  |
| 6  | MED | Remigio Eguren      |  |
| 7  | DEL | Benigno Larrea      |  |
| 8  | DEL | Juan Goyoaga        |  |
| 9  | DEL | Juan Arzuaga        |  |
| 10 | DEL | C. F. Simmons       |  |
| 11 | DEL | Eranueva            |  |

| 80' | Prast | 1:0 |

| Principal | Sidney |

| 1  | POR | Manuel Alcalde       |  |
| 2  | DEF | José Ángel Berraondo |  |
| 3  | DEF | Quincho Yarza        |  |
| 4  | MED | José Quirante        |  |
| 5  | MED | Enrique Normand      |  |
| 6  | MED | Manuel Yarza         |  |
| 7  | DEL | Armando Giralt       |  |
| 8  | DEL | Federico Revuelto    |  |
| 9  | DEL | Patache Giralt       |  |
| 10 | DEL | Manuel Prast         |  |
| 11 | DEL | Pedro Parages        |  |

| 1  | POR | Fernando Asuero     |  |
| 2  | DEF | Alfonso Sena        |  |
| 3  | DEF | José Irízar         |  |
| 4  | MED | Tomás Murga         |  |
| 5  | MED | Hermenegildo García |  |
| 6  | MED | Remigio Eguren      |  |
| 7  | DEL | Benigno Larrea      |  |
| 8  | DEL | Juan Goyoaga        |  |
| 9  | DEL | Juan Arzuaga        |  |
| 10 | DEL | C. F. Simmons       |  |
| 11 | DEL | Eranueva            |  |

| 80' | Prast | 1:0 |

| Principal | Sidney |

| 1  | POR | Manuel Alcalde       |  |
| 2  | DEF | José Ángel Berraondo |  |
| 3  | DEF | Quincho Yarza        |  |
| 4  | MED | José Quirante        |  |
| 5  | MED | Enrique Normand      |  |
| 6  | MED | Manuel Yarza         |  |
| 7  | DEL | Armando Giralt       |  |
| 8  | DEL | Federico Revuelto    |  |
| 9  | DEL | Patache Giralt       |  |
| 10 | DEL | Manuel Prast         |  |
| 11 | DEL | Pedro Parages        |  |

| 1  | POR | Fernando Asuero     |  |
| 2  | DEF | Alfonso Sena        |  |
| 3  | DEF | José Irízar         |  |
| 4  | MED | Tomás Murga         |  |
| 5  | MED | Hermenegildo García |  |
| 6  | MED | Remigio Eguren      |  |
| 7  | DEL | Benigno Larrea      |  |
| 8  | DEL | Juan Goyoaga        |  |
| 9  | DEL | Juan Arzuaga        |  |
| 10 | DEL | C. F. Simmons       |  |
| 11 | DEL | Eranueva            |  |

| 80' | Prast | 1:0 |

| Principal | Sidney |

| 1  | POR | Manuel Alcalde       |  |
| 2  | DEF | José Ángel Berraondo |  |
| 3  | DEF | Quincho Yarza        |  |
| 4  | MED | José Quirante        |  |
| 5  | MED | Enrique Normand      |  |
| 6  | MED | Manuel Yarza         |  |
| 7  | DEL | Armando Giralt       |  |
| 8  | DEL | Federico Revuelto    |  |
| 9  | DEL | Patache Giralt       |  |
| 10 | DEL | Manuel Prast         |  |
| 11 | DEL | Pedro Parages        |  |

| 1  | POR | Fernando Asuero     |  |
| 2  | DEF | Alfonso Sena        |  |
| 3  | DEF | José Irízar         |  |
| 4  | MED | Tomás Murga         |  |
| 5  | MED | Hermenegildo García |  |
| 6  | MED | Remigio Eguren      |  |
| 7  | DEL | Benigno Larrea      |  |
| 8  | DEL | Juan Goyoaga        |  |
| 9  | DEL | Juan Arzuaga        |  |
| 10 | DEL | C. F. Simmons       |  |
| 11 | DEL | Eranueva            |  |

| 80' | Prast | 1:0 |

| Principal | Sidney |

|                      |
| Campeón Madrid F. C. |
| 3.er título          |